# Касименко Олександр Карпович
Олександр Карпович Касименко (нар. 10 (23) червня 1905, Велика Бурімка — пом.13 січня 1971, Київ) — український історик, доктор історичних наук (1959), професор (1961).

## Біографія
Народився (10 (23) червня 1905 року в селі Велика Бурімка (нині село Чорнобаївського району Черкаської області). У 1926 році закінчив факультет соцвиховання Полтавського інституту народної освіти.
У 1927—1932 роках викладач соціально-економічних дисциплін Полтавського індустріального технікуму та Полтавського сільгоспінституту. З серпня 1933 року доцент, з грудня 1934 року — завідувач кафедри історії Росії і народів СРСР Полтавського педагогічного інституту. Водночас редагував газету «Більшовик Полтавщини»  (1932—1935 роки).
На початку 1935 року виключений із партії і був знятий із посад «за прояв націоналізму» (відновлений у партії у травні 1935 року). З вересня 1935 року по серпень 1939 року викладав історію в педучилищі і на курсах підготовки істориків для середніх шкіл.
1939—41 — завідувач кафедри Житомирського педагогічного інституту. 
Під час радянсько-німецької війни перебував на партійній роботі. 1941—43 — редактор обласної газети в м. Чкалов (тепер м. Оренбург, РФ). 1943—1946 — лектор ЦК КП(б)У. 1946—1947 — консультант ЦК КП(б)У.
Одночасно від 1944 — старший викладач Київського університету і педагогічного інституту (до 1946).
З жовтня 1945 року по травень 1951 року - завідувач кафедри історії міжнародних відносин і зовнішньої політики факультету міжнародних відносин Київського університету.
Підготував працю з історії радянсько-польських взаємин, яку захистив як кандидатську дисертацію (1946).
Від жовтня 1946 до кінця 1947 — редактор зовнішньополітичного українського щомісячника «Сучасне і майбутнє».
Брав участь у підготовці мирних договорів з колишніми союзниками Німеччини у Другій світовій війні у складі делегації України на Паризькій мирній конференції 1946.
1947 — член делегації України на сесії Економічної комісії ООН для Європи.
В 1947—1964 роках — директор Інституту історії АН УРСР, редактор його «Наукових Записок», автор програмових статей про завдання історичної науки в УРСР.
З 1964 року — заступник головного редактора Української радянської енциклопедії по «Історії міст і сіл Української РСР». За участь у підготовці цього видання нагороджений (посмертно) Державною премією СРСР у галузі науки.
Підготував ряд кандидатів і докторів наук (серед яких Ю. М. Мацейко, Р. Г. Симоненко, Д. М. Филипенко та ін.).
Помер у Києві 13 січня 1971 року.

## Твори
- «Возз'єднання України з Росією і його історичне значення» (1954 р.);
- «Російсько-українські взаємовідносини 1648—початку 1651 р.» (1955 р.);
- «Історія Української РСР» (1960 р.).